# Колпинские
Колпи́нские (бел. Калпінскія) — деревня в Поречском сельсовете Дятловского района Гродненской области Белоруссии. По переписи населения 2009 года в Колпинских проживало 12 человек.

## География
Колпинские расположены в 28 км к северо-западу от Дятлово, 156 км от Гродно, 38 км от железнодорожной станции Новоельня.

## История
В 1880 году Колпинские — деревня в Пацевской волости Слонимского уезда Гродненской губернии (94 жителя).
В 1905 году Колпинские — деревня тех же волости, уезда и губернии (182 жителя).
В 1921—1939 годах Колпинские находились в составе межвоенной Польской Республики. В 1923 году в Колпинских насчитывалось 26 хозяйств, проживало 136 человек. В сентябре 1939 года Колпинские вошли в состав БССР.
В 1996 году Колпинские входили в состав колхоза «Поречье». В деревне насчитывалось 23 хозяйства, проживало 39 человек.